# دون باين (موسيقي)
دون باين (بالإنجليزية: Don Payne)‏ هو موسيقي أمريكي، ولد في 7 يناير 1933 في ويلينغتون في الولايات المتحدة، وتوفي في 25 فبراير 2017 في بلانتيشن في الولايات المتحدة.

## وصلات خارجية
- دون باين على موقع ميوزك برينز (الإنجليزية)
- دون باين على موقع أول ميوزيك (الإنجليزية)
- دون باين على موقع ديسكوغز (الإنجليزية)